# Iwona Sagan
Iwona Bronisława Sagan (ur. 1958) – polska geograf, profesor nauk o Ziemi, pracownik Instytutu Geografii Społeczno-Ekonomicznej i Gospodarki Przestrzennej Uniwersytetu Gdańskiego. Kierownik Zakładu Geografii Społeczno-Ekonomicznej na Wydziale Nauk Społecznych Uniwersytetu Gdańskiego. Kierownik Centrum Doskonałości RECOURSE. 

## Życiorys
W 1991 Iwona Sagan uzyskała na Uniwersytecie Warszawskim stopień doktora nauk przyrodniczych. Od 1992 jest członkinią International Geographical Union/International Union of the History and Philosophy of Science. Od 1996 działa w Gdańskim Towarzystwie Naukowym. W 2001 uzyskała stopień doktora habilitowanego nauk o Ziemi w zakresie geografii, a rok później przejęła kierownictwo nad Katedrą Geografii Ekonomicznej (obecnie Zakładem Geografii Społeczno-Ekonomicznej) UG. Od 2006 działa w komitecie redakcyjnym „Czasopisma Geograficznego”, wydawanego przez Polskie Towarzystwo Geograficzne. Od 2008 jest członkinią Amerykańskiego Towarzystwa Geograficznego. W latach 2008–2012 była Prodziekanem ds. Nauki i Współpracy Międzynarodowej Wydziału Oceanografii i Geografii Uniwersytetu Gdańskiego. W 2019 postanowieniem Prezydenta Rzeczypospolitej Polskiej uzyskała tytuł naukowy profesora nauk o Ziemi.

## Działalność społeczna
Od 2008 prof. Iwona Sagan jest członkinią Wojewódzkiej Komisji Urbanistyczno-Architektonicznej przy Urzędzie Marszałkowskim Województwa Pomorskiego oraz Senackiej Komisji Badań Naukowych i Współpracy z Zagranicą. Od 2011 jest również członkinią Komitetu Przestrzennego Zagospodarowania Kraju przy Prezydium Polskiej Akademii Nauk.

## Specjalizacja badawcza
- społeczno-ekonomiczny rozwój terenów miejskich
- koncepcja reżimu miejskiego
- polityka miejska
- teoria i metodologia badań regionalnych
- koncepcja miejsca
- identyfikacja terytorialna